# Sara Sztern-Katan
Sara Sztern-Katan (hebr.: שרה שטרן-קטן, ur. 4 czerwca 1919 w Łodzi, zm. 23 września 2001) – izraelska polityk, w latach 1977–1981 poseł do Knesetu z listy Narodowej Partii Religijnej (Mafdal).
W wyborach parlamentarnych w 1977 po raz pierwszy i jedyny dostała się do izraelskiego parlamentu.